# Emleben
Emleben is een gemeente in de Duitse deelstaat Thüringen, en maakt deel uit van de Landkreis Gotha.
Emleben telt 691 inwoners.
Steden: Friedrichroda · Gotha · Ohrdruf · Tambach-Dietharz · Waltershausen

Overige gemeenten: Bad Tabarz · Bienstädt · Dachwig · Döllstädt · Drei Gleichen · Emleben · Eschenbergen · Friemar · Georgenthal · Gierstädt · Großfahner · Herrenhof · Hohenkirchen · Hörsel · Leinatal · Luisenthal · Molschleben · Nesse-Apfelstädt · Nessetal · Nottleben · Petriroda · Pferdingsleben · Schwabhausen · Sonneborn · Tonna · Tröchtelborn · Tüttleben · Zimmernsupra